# The Hell with Heroes
The Hell with Heroes (bra A Comando de Marginais) é um filme estadunidense de 1968, do gênero drama de guerra, dirigido por Joseph Sargent, com roteiro de Halsted Welles e Harold Livingston e trilha sonora de Quincy Jones.

## Sinopse
Após a Segunda Guerra Mundial, dois pilotos, heróis de guerra, procuram emprego no norte da África, e o encontram, sob o comando de um ex-fuzileiro, contrabandista de cigarros para a França.

## Elenco
- Rod Taylor ... Brynie MacKay
- Claudia Cardinale... Elena
- Harry Guardino... Lee Harris
- Kevin McCarthy... Col. Wilson
- Pete Duel... Mike Brewer
- William Marshall... Al Poland
- Don Knight... Pepper
- Michael Shillo... Pol Guilbert
- Robert Yuro... Willoughby
- Lew Brown... Sgt. Shaeffer
- Wilhelm von Homburg... Hans
- Tanya Lemani... Jamila
- Mae Mercer... Chanteuse
- Émile Genest... Insp. Bouchard
- Louis De Farra... Pierre
- Jacqueline Bertrand ... French Girl
- Rick Natoli... Urchin
- Tony Nassour... Urchin
- Ricky Namay... Urchin
- George Samaan... Urchin
- David Sindaha... Urchin
- Sid Haig... Crespin
- Jim Creech... First MP
- Pedro Regas... Old Arab
- David Kurzon... The Lookout
- Naji Gabbay... Magid